# 大头叶无尾果
大头叶无尾果（学名：Coluria henryi）为蔷薇科无尾果属下的一个种。

## 扩展阅读
- 維基物種上的相關：大头叶无尾果